# Károly Bartha
Károly Bartha (ur. 4 listopada 1907 w Budapeszcie, zm. 4 lutego 1991 w Bostonie) – węgierski pływak, medalista igrzysk olimpijskich i mistrzostw Europy.
Po raz pierwszy wystartował na igrzyskach olimpijskich podczas VIII Letnich Igrzyskach Olimpijskich w Paryżu w 1924. Szesnastoletni Węgier wziął udział w jednej konkurencji pływackiej – wyścigu na dystansie 100 metrów stylem grzbietowym. W eliminacjach startował w wyścigu numer dwa, który wygrał z czasem 1:18,0. Do finału awansował jako najlepszy zawodnik z trzecich miejsc. Ostatecznie, z czasem 1:17,8 zdobył brązowy medal.
Na I Mistrzostwach Europy w Budapeszcie w 1926 startował jako jeden z faworytów do złota. Ostatecznie został wicemistrzem kontynentu przegrywając z Niemcem Gustavem Fröhlichem decyzją sędziów, gdyż zegar pokazał identyczny czas obojgu zawodnikom.
Bartha reprezentował barwy budapeszteńskiego klubu NTE